# 십각형

정십각형.

십각형은 기하학에서 변과 각이 열개인 도형을 의미한다. 주로 십각형이라 하면 정십각형을 의미하는 경우가 많다. 정십각형의 한 내각의 크기는 144도이며, 한변의 길이가 {\displaystyle a} 인 정십각형의 넓이 공식은 다음과 같다.
{\displaystyle {\begin{aligned}A&={\frac {5}{2}}a^{2}\cot {\frac {\pi }{10}}={\frac {5{\sqrt {5+2{\sqrt {5}}}}a^{2}}{2}}\\&\simeq 7.694208843\,a^{2}.\end{aligned}}}그리고 정오각성도 십각형의 종류이다.

## 작도
정십각형은 작도가 가능하다. 작도 순서는 다음과 같다.
1. 원에 내접하는 정오각형을 작도한다. (오각형 문서 참고)
2. 정오각형의 각 꼭짓점에서 정오각형의 외접원의 중심을 반직선으로 잇는다.
3. 각 반직선인 원주와 만나는 곳이 새로운 정십각형의 꼭짓점이며, 이 교점들과 기존 정오각형의 꼭짓점들을 이으면 정십각형이된다.

## 같이 보기
- 십각별